# 120 Pułk Artylerii Ciężkiej
120 pułk artylerii ciężkiej (120 pac) – oddział artylerii ciężkiej ludowego Wojska Polskiego.
Pułk został sformowany, w 1951 roku, w garnizonie Tarnowskie Góry (ŚOW), w składzie 11 Korpusu Piechoty (od 1953 roku - 11 Korpusu Armijnego). W okresie od grudnia 1955 roku do 1 marca 1956 roku jednostka została przeformowana w 120 pułk artylerii armat, a w okresie od października do grudnia tego samego roku w 35 Brygadę Artylerii Armat. Potem kolejno w 115 dah i 39 pa.